# Triazavirin
La triazavirina è un farmaco antivirale ad ampio spettro sviluppato in Russia. Chiamato anche TZV o Riamilovir è stato sviluppato dalla Università federale degli Urali, dall'Accademia russa delle scienze, dal Ural Center for Biopharma Technologies e dalla Medsintez Pharmaceutical.

## Usi
È stato originariamente creato per l'influenza come l'H5N1.
Ha effetti antivirali anche contro il tick-borne encephalitis virus, e contro il virus dell'encefalite Forest-Spring, e contro la febbre di Lassa e l'Ebola virus disease.
Nel febbraio 2020, è stato usato contro il virus SARS-CoV-2.